# 2061: Odyssey Three
2061: Odyssey Three (in het Nederlands uitgegeven als 2061: Odyssee 3) is een sciencefictionroman van Arthur C. Clarke. Het is het derde deel van de Space Odyssey-serie. Het werd voor het eerst uitgegeven in 1988.
Het verhaal speelt in het jaar 2061, aan boord van een ruimtevaartuig met onder andere de inmiddels 103 jaar oude Heywood Floyd die ook in de eerdere delen 2001: A Space Odyssey en 2010: The Year We Make Contact speelde.